# Govern d'Andorra 2005-2009
El Govern d'Andorra 2005–2009, corresponent a la quarta legislatura, fou presidit per Albert Pintat. Prengué possessió el juny del 2005 i patí una reestructuració el 2007.

## Composició del govern
| Govern d'Andorra 2005–2009                                                                                   |                                                                    |                |
| Càrrec | Titular                                                            | Partit polític |
| Cap de Govern                                                                                                | Albert Pintat Santolària 27 de maig de 2005–5 de juny de 2009      | PLA            |
| Urbanisme i Ordenament Territorial                                                                           | Manel Pons Pifarré 8 de juny de 2005–8 de maig de 2007             | PLA            |
| Urbanisme i Ordenament Territorial                                                                           | Xavier Jordana Rossell 8 de maig de 2007–5 de juny de 2009         | PLA            |
| Afers Exteriors, Cultura i Cooperació (2005-2007) Afers Exteriors (2007-2009)                                | Juli Minoves Triquell 8 de juny de 2005–8 de maig de 2007          | PLA            |
| Afers Exteriors, Cultura i Cooperació (2005-2007) Afers Exteriors (2007-2009)                                | Meritxell Mateu Pi 8 de maig de 2007–5 de juny de 2009             | PLA            |
| Portaveu, Cultura i Ensenyament Superior                                                                     | Juli Minoves Triquell 8 de maig de 2007–5 de juny de 2009          | PLA            |
| Finances (2005-2006) Presidència i Finances (2006-2009)                                                      | Ferran Mirapeix Lucas 8 de juny de 2005–5 de juny de 2009          | PLA            |
| Justícia i Interior                                                                                          | Josep Maria Cabanes Dalmau 8 de juny de 2005–8 de maig de 2007     | PLA            |
| Justícia i Interior                                                                                          | Antoni Riberaygua Sasplugas 8 de maig de 2007–5 de juny de 2009    | PLA            |
| Salut, Benestar Social i Família                                                                             | Montserrat Gil Torné 8 de juny de 2005–5 de juny de 2009           | PLA            |
| Economia (2005-2007) Economia i Agricultura (2007-2009)                                                      | Joel Font Coma 8 de juny de 2005–5 de juny de 2009                 | PLA            |
| Educació i Formació Professional (2005-2007) Educació, Formació Professional, Joventut i Esports (2007-2009) | Roser Bastida Areny 8 de juny de 2005–5 de juny de 2009            | PLA            |
| Turisme i Medi Ambient                                                                                       | Antoni Puigdellívol Riberaygua 8 de juny de 2005–5 de juny de 2009 | PLA            |
| Joventut, Habitatge, Ensenyament Superior i Recerca                                                          | Meritxell Mateu Pi 8 de juny de 2005–8 de maig de 2007             | PLA            |
| Esports i Voluntariat                                                                                        | Carles Font Rossell 8 de juny de 2005–8 de maig de 2007            | PLA            |
| Agricultura i Patrimoni Natural                                                                              | Pere Torres Montellà 8 de juny de 2005–8 de maig de 2007           | PLA            |